# José García Calvo
Pour les articles homonymes, voir García, José Antonio García et Calvo.
José Antonio García Calvo est un footballeur espagnol né le 1er avril 1975 à Madrid. Il annonce sa retraite le 13 juillet 2009 à cause de problèmes de santé.

## Carrière
- 1995-1997 : Real Madrid  Espagne
- 1997-2000 : Real Valladolid  Espagne
- 2001-2006 : Atlético de Madrid  Espagne
- 2006-2009 : Real Valladolid  Espagne